# Trojan (Bulgarien)

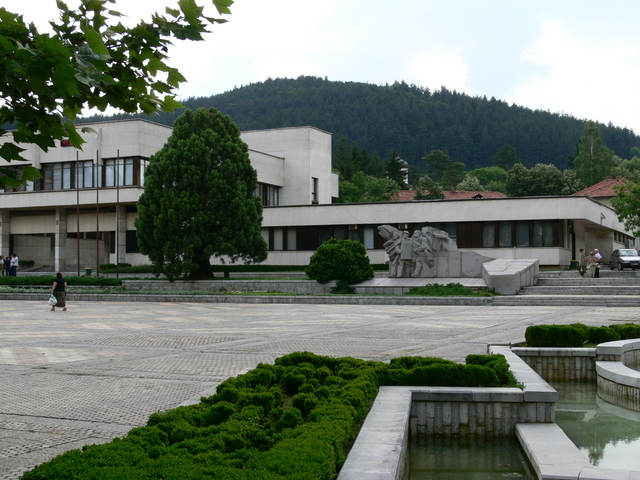
Trojan

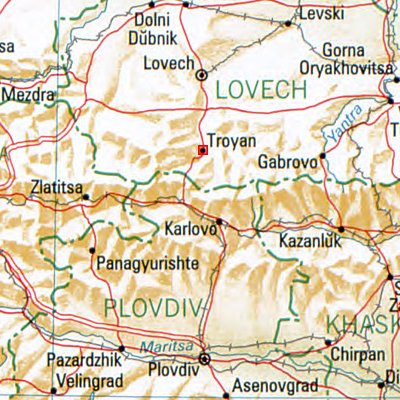
Trojan (rotes Viereck) – Bulgarien – Nachbarorte: Gabrowo, Karlowo, Slatiza, Lowetsch

Trojan [troˈjan] (bulgarisch Троян) ist eine Stadt und administratives Zentrum einer gleichnamigen Gemeinde im Norden Bulgariens. Sie liegt in der Oblast Lowetsch und ist gleichzeitig die zweitgrößte Stadt der Region.

## Lage und Klima
Trojan liegt an den Nordhängen des Balkangebirges, im so genannten Vorbalkan, am Ufer des Beli-Ossam-Flusses. Die Stadt liegt circa 160 Kilometer nordöstlich der Hauptstadt Sofia und 35 Kilometer südlich von Lowetsch. In südwestlicher Richtung von Trojan liegt der Trojanpass (1525 m Über NN, bulg. Троянски проход; Trojanski Prochod), über den Karlowo (70 Kilometer Entfernung) und die zweitgrößte Stadt Bulgariens Plowdiw (120 km) zu erreichen sind. Nach Norden bestehen Straßenverbindungen nach Lowetsch, Tetewen, Sewliewo, östlich in Richtung Aprilzi.
Trojan ist Endpunkt der Eisenbahnlinie Lewski – Trojan.
Die Region um Trojan wird von gemäßigtem Kontinentalklima beeinflusst. Die Niederschläge liegen im Landesvergleich leicht überdurchschnittlich. Aufgrund der bergigen Lage stauen sich vor allem im Frühling Regenfronten oft etwas längere Zeit. An ungefähr 50 Tagen im Jahr befindet sich eine geschlossene Schneedecke in Trojan.
Die Jahresdurchschnittstemperatur liegt bei 10,2 °C, die jährliche Niederschlagsmenge durchschnittlich 610 mm.

## Gemeinde Trojan
Trojan ist das administratives Zentrum der gleichnamigen Gemeinde Trojan, in der insgesamt 22 Orte eingegliedert sind. Die Fläche der Gemeinde beträgt 893 km², auf der 37 712 Einwohner leben. Somit lebt nur ungefähr die Hälfte der Gemeindebevölkerung in der Kernstadt Trojans.

## Geschichte
Archäologische Funde belegen, dass die Region bereits während der Altsteinzeit besiedelt war. während der Bronzezeit siedelten die Thraker in der Region – am Fluss Asamus (heute Ossam). Aus dieser Zeit stammen viele Funde von Bronze- und Keramikgefäßen, Waffen aus Eisen, sowie Schmuck.
Als vollwertige Siedlung entstand Trojan im 15. Jahrhundert als Wegstation (Wegsiedlung) am Zugang zum Trojanpass. Den Namen erhielt die Stadt von dem Namen der Straße: Via Traiana (siehe Römerstraße). Diese Straße verband im 1./2. Jahrhundert n. Chr. Oescus bzw. Novae an der Donau über Trojan, Philippopolis (Via Militaris) das Rhodopen-Gebirge zur Via Egnatia an der Ägäis.
Zu Beginn der türkischen Fremdherrschaft siedelten sich hier bulgarische Umsiedler aus der Donauebenen, und aus der Region Tschirpan, Berkowiza, Raslog und Ochrid an. In der ersten Hälfte des 19. Jahrhunderts blühte in Trojan das Handwerk auf, insbesondere die Töpferkunst, aus der die unverwechselbare Trojaner Keramikschule hervorging.
1868 wurde Trojan zur Stadt erklärt. Während des Russisch-Türkischen Krieges (1877–1878) wurde die Stadt von den sich zurückziehenden türkischen Truppen 1877 niedergebrannt.
Die erste elektrische Glühbirne brannte 1911 in Trojan. Damit wurde die Stadt nach Sofia und Plowdiw die dritte elektrifizierte Stadt in Bulgarien.
Die Stadt ist seit 2002 Namensgeber für den Troyan Peak, einen Berg auf der Livingston-Insel in der Antarktis.
Im Jahr 2018 feierte die Stadt ihr 150-jähriges Bestehen. Zum Jubiläum fanden verstärkt kulturelle Veranstaltungen wie Kinderfeste statt.

## Sehenswürdigkeiten und Kultur
In der Stadt wird eine spezielle Keramik hergestellt, die bei Touristen sehr beliebt ist. Außerdem ist die Stadt bekannt für ihren Pflaumenschnaps.
Kulturell sind besonders die zahlreichen Museen in der Stadt erwähnenswert. Neben einem Kunstgewerbemuseum existiert auch eine Nationale Ausstellung für Kunsthandwerk und Angewandte Künste sowie eine kleine Kunstgalerie. Die Gemeinde betreibt acht Kirchen, darunter die St. Paraskeva-Kirche sowie den wiederhergestellten Nunki-Komplex mit regionaltypischer Architektur.
Zehn Kilometer südöstlich von Trojan liegt Bulgariens drittgrößtes Kloster mit alten Fresken und einer wertvollen Bibliothek, das wegen einer Ikone der dreihändigen Jungfrau ein beliebtes Pilgerziel ist.

## Wirtschaft
Die Wirtschaftsleistung rund um Trojan ist, wie in gesamt Nordbulgarien, im Landesvergleich eher unterdurchschnittlich entwickelt. Es gibt trotzdem einige wenige größere Unternehmen, wie beispielsweise den Bettzubehörhersteller Kalinel, der unter anderem IKEA beliefert. Eine wesentliche Rolle zur Wirtschaftsleistung spielt außerdem der Tourismus.

## Demografie
Trojan hat 22.500 Einwohner, davon 49 % Männer und 51 % Frauen. Die Sterberate liegt bei durchschnittlich 15,9 pro anno und 1000 Einwohner, die Geburtenrate dagegen bei nur 4,03 pro anno und 1000 Einwohner.

## Städtepartnerschaften
- Vigneux-sur-Seine, Frankreich
- Dojran, Mazedonien
- Ellwangen, Deutschland
- Marjina Horka, Weißrussland
- Pernes-les-Fontaines, Frankreich
- Forlì, Italien

## Söhne und Töchter der Stadt
- Ljubomir Lewtschew (1935–2019), Politiker, Schriftsteller und Journalist
- Petar Datschew (* 1979), Leichtathlet
- Wladimir Iliew (* 1987), Biathlet
- Stanimir Belomaschew (* 1988), Ski-Orientierungsläufer
- Iwa Slateschka (* 1988), Biathletin
- Emilija Jordanowa (* 1989), Biathletin
- Stefani Popowa (* 1993), Biathletin
- Milena Todorowa (* 1998), Biathletin